# Langkräher

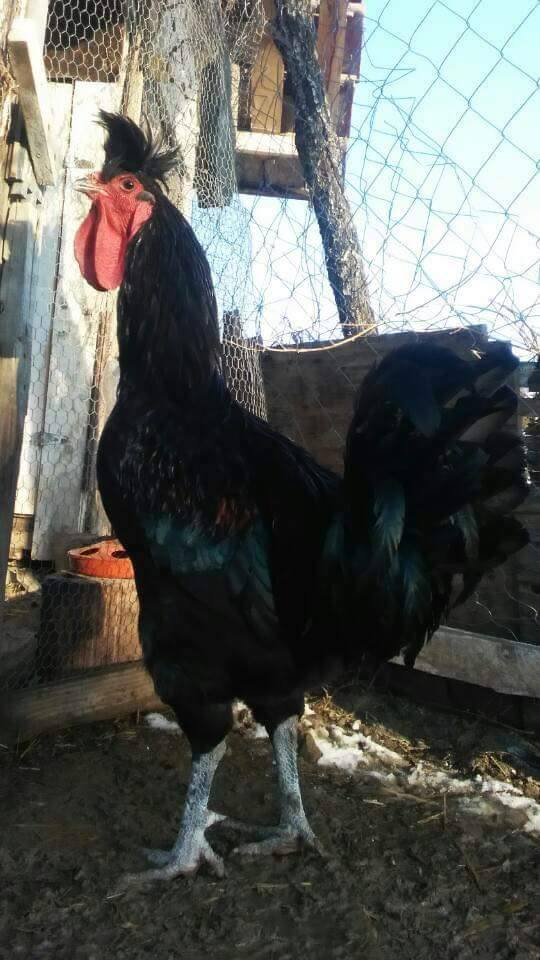
Sandschakkräher (Hahn)

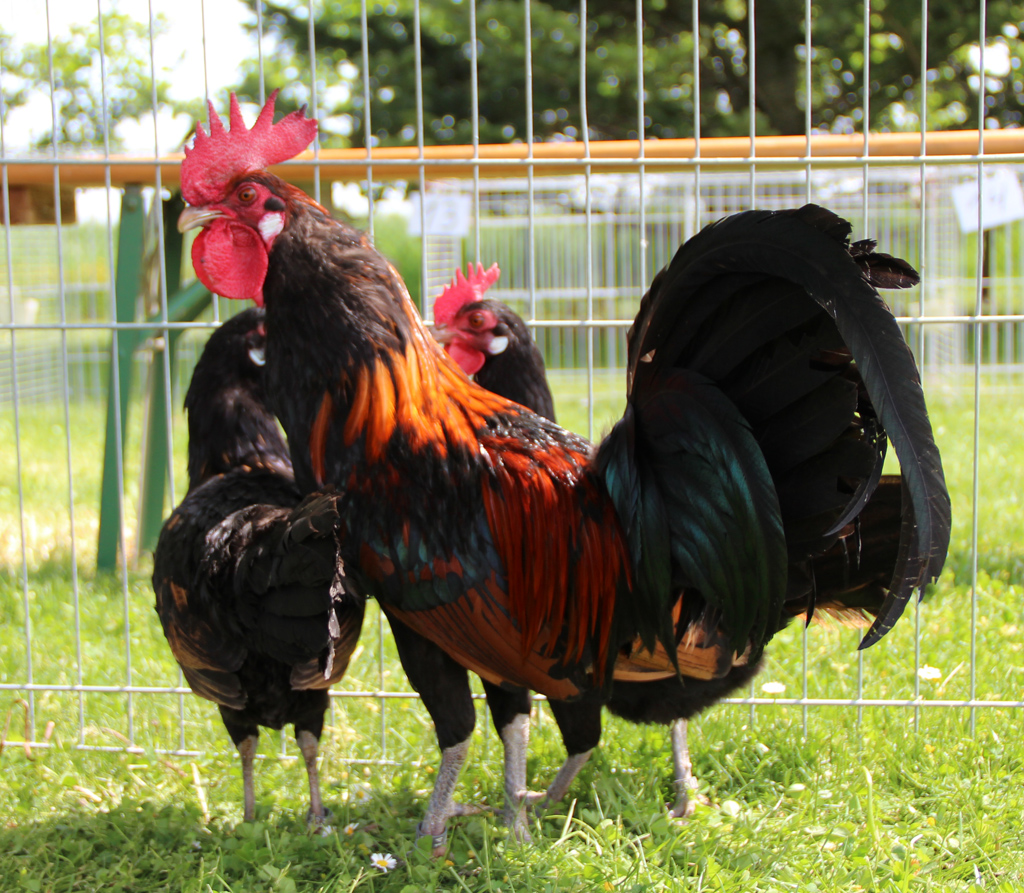
Bergische Zwerg-Kräher

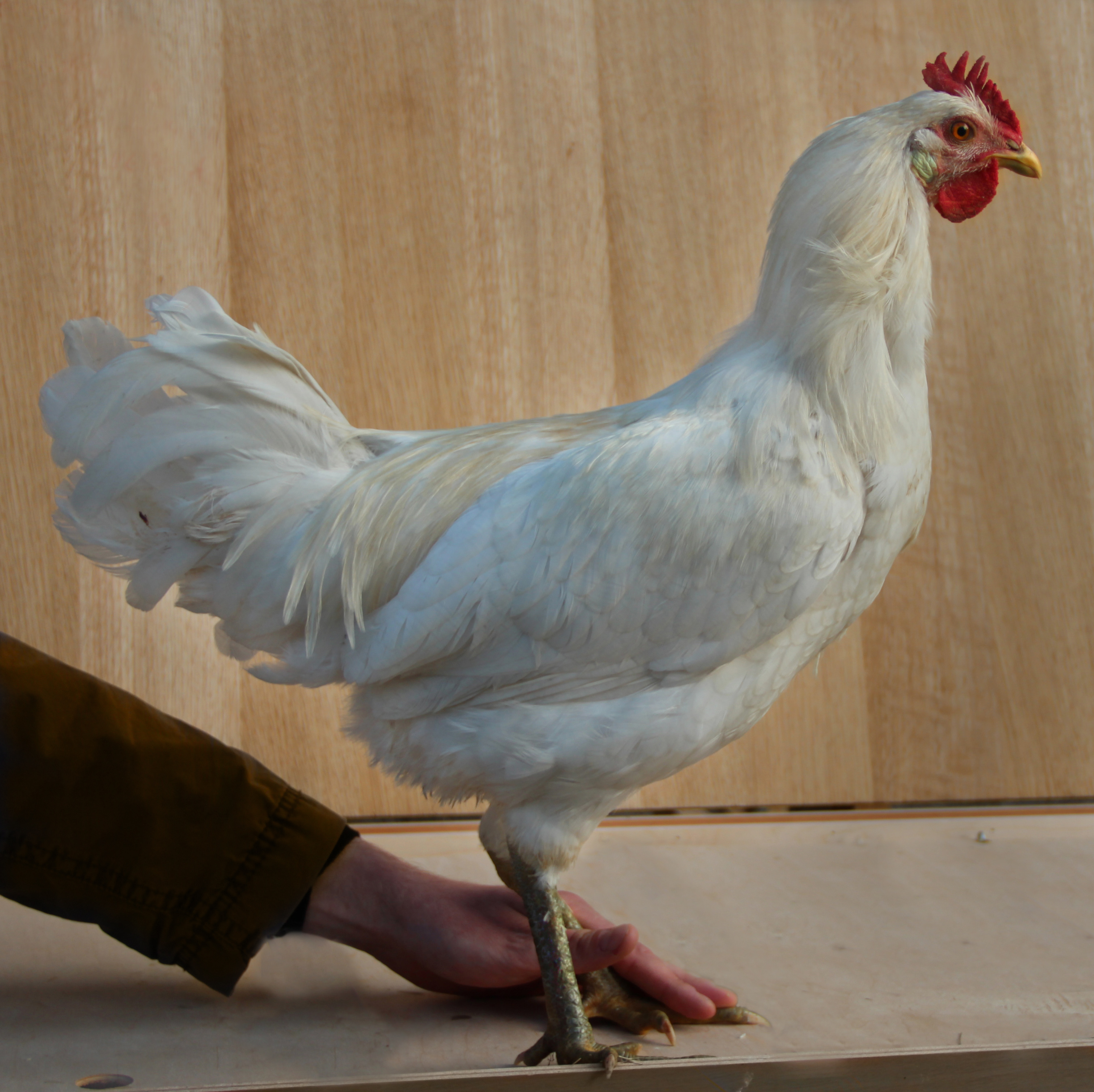
Bosnischer Kräher (Junghahn)

Langkräher sind Haushühner, die sich durch einen verlängerten Balzruf auszeichnen. Das andauernde Krähen des Hahnes kann je nach Rasse bis über 20 Sekunden lang anhalten.

## Verbreitung
Die Vertreter der Langkräher gehören zu den traditionsreichsten Hühnerrassen und werden seit Jahrhunderten in Mitteleuropa, im Balkanraum, Kleinasien, Russland, China, Japan und im Süden Ostasiens gezüchtet und werden bis heute bei Wettkrähen eingesetzt. Sie gehören dementsprechend zum jeweils lokalen Kulturgut. Verbreitung fanden sie darüber hinaus auch in Südamerika. Dennoch sind einige von ihnen sehr selten oder gar vom Aussterben bedroht. So befindet sich der Bergische Kräher auf der gemeinsamen Roten Liste gefährdeter Nutztierrassen des Bundes Deutscher Rassegeflügelzüchter (BDRG), der Gesellschaft zur Erhaltung alter und gefährdeter Haustierrassen (GEH) und der Bundesanstalt für Landwirtschaft und Ernährung (BLE).

## Herkunft
In frühen Publikationen wurde vermutet, dass die Langkräherrassen von einem gemeinsamen, chinesischen Haushuhn abstammten. Kreuzungsversuche und molekulare Untersuchungen sprechen jedoch dafür, dass der verlängerte Krähruf mehrfach unabhängig voneinander züchterisch herausgebildet und weiterentwickelt wurde.

### Europa
Kreuzungsversuche ergaben, dass Bergischer Kräher und Bosnischer Kräher, der südosteuropäische Berat, einen gemeinsamen Ursprung haben. Jedoch ist der türkische Denizli-Kräher das Ergebnis einer eigenständigen Entwicklung. Zudem sind die Rufe der Rassen verschiedenartig aufgebaut: der Bergische Kräher zeigt einen als ganzes gedehnten Ruf, wobei die letzte Silbe am stärksten verlängert wird. Der Ruf des Denizli-Hahnes ist ausschließlich auf der letzten Silbe verlängert, die ersten drei wurden verkürzt. Die Rufe des Bergischen und des Berat-Krähers unterscheiden sich hingegen weder in Ruflänge, Stimme oder Verlauf.

### Japan
Die japanischen Langkräherrassen Shôkoku, Tôtenkô und Koeyoshi lassen sich mit großer Wahrscheinlichkeit auf die chinesischen Changkuo-Kräher zurückführen, die zwischen dem 8. und 12. Jahrhundert nach Japan eingeführt wurden.
Die japanischen Tômaru stehen jedoch in keinerlei Beziehungen zu den übrigen japanischen Langkräherrassen. Ihr Ursprung ist ebenso wie der des Pelung und anderer indonesischen Langkräherrassen unklar. Ihre Einordnung im verwandtschaftsbiologischen System des Haushuhnes deutet auf eine eigenständige, völlig unabhängige Entstehung hin.

### Russland
Für die beiden russischen Rassen Jurlower Kräher und Achal Tekkiner sind sowohl eine Verwandtschaft mit der europäischen Gruppe um Bergische Kräher und Berat, als auch mit chinesischen Vorfahren, dem Changkuo, denkbar.

## Rasse und Schläge der Langkräher
Vertreter der Langkräher sind:
- Achal Tekkiner
- Ayam pelung
- Bekisar

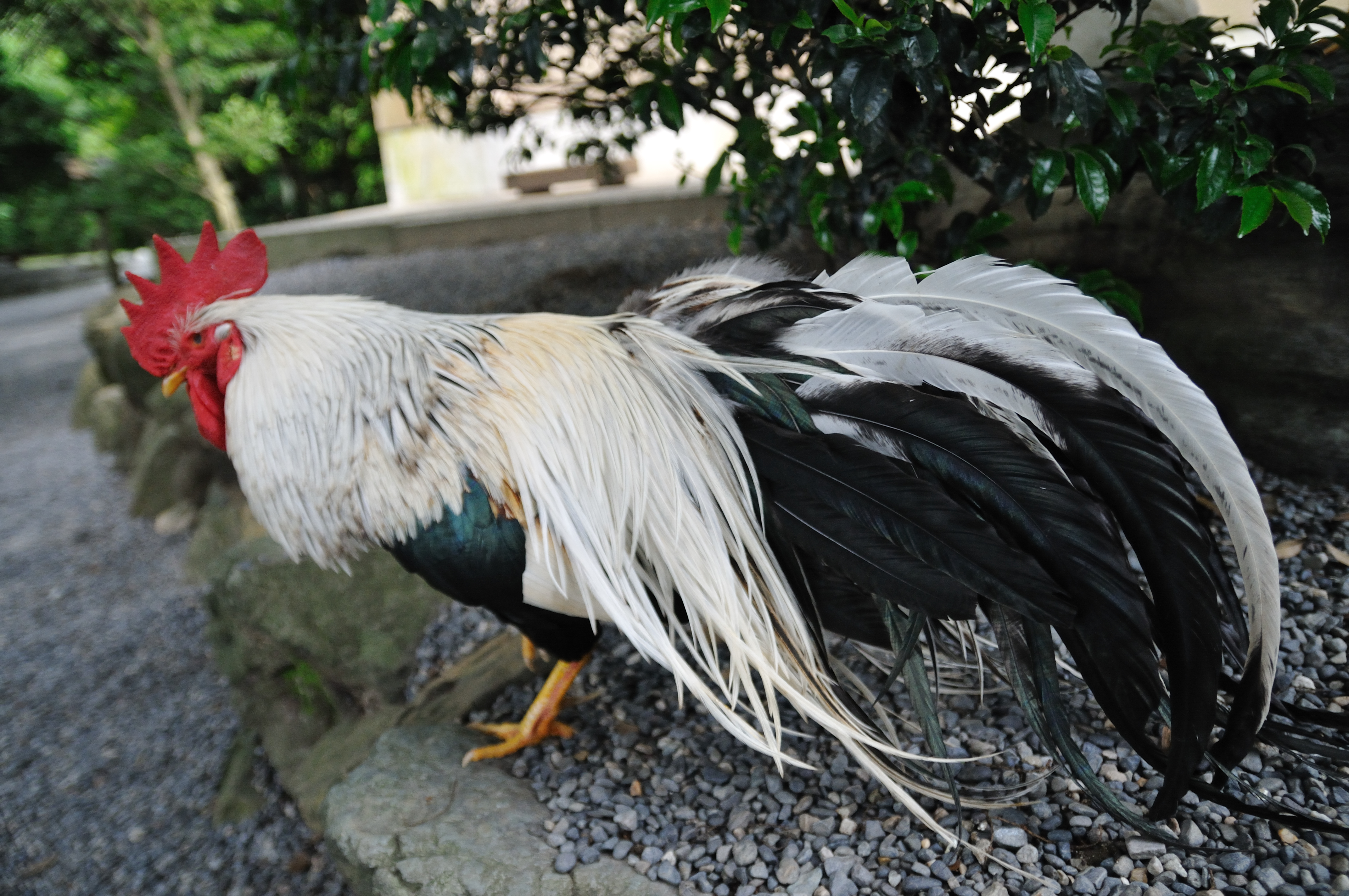
Shôkoku
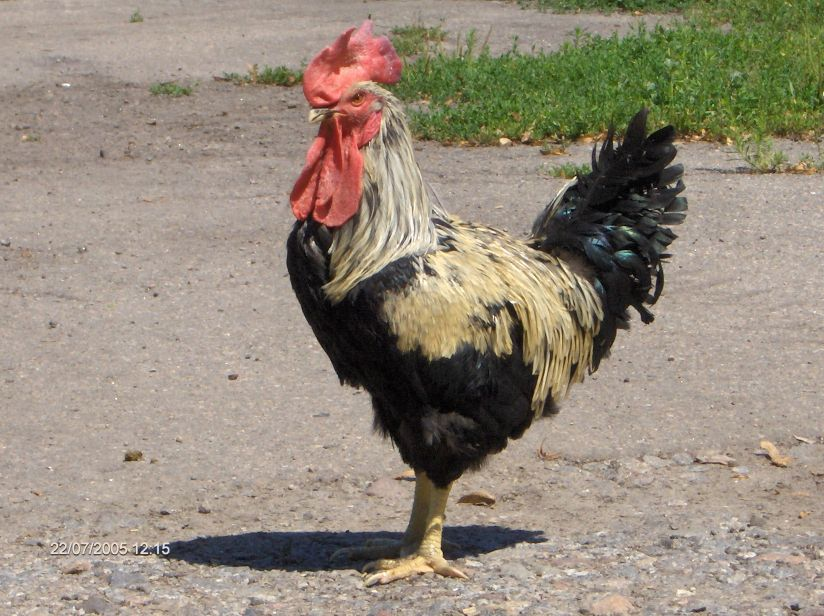
Bergische Kräher und Bergische Zwergkräher
- Brasilianische Singerhühner
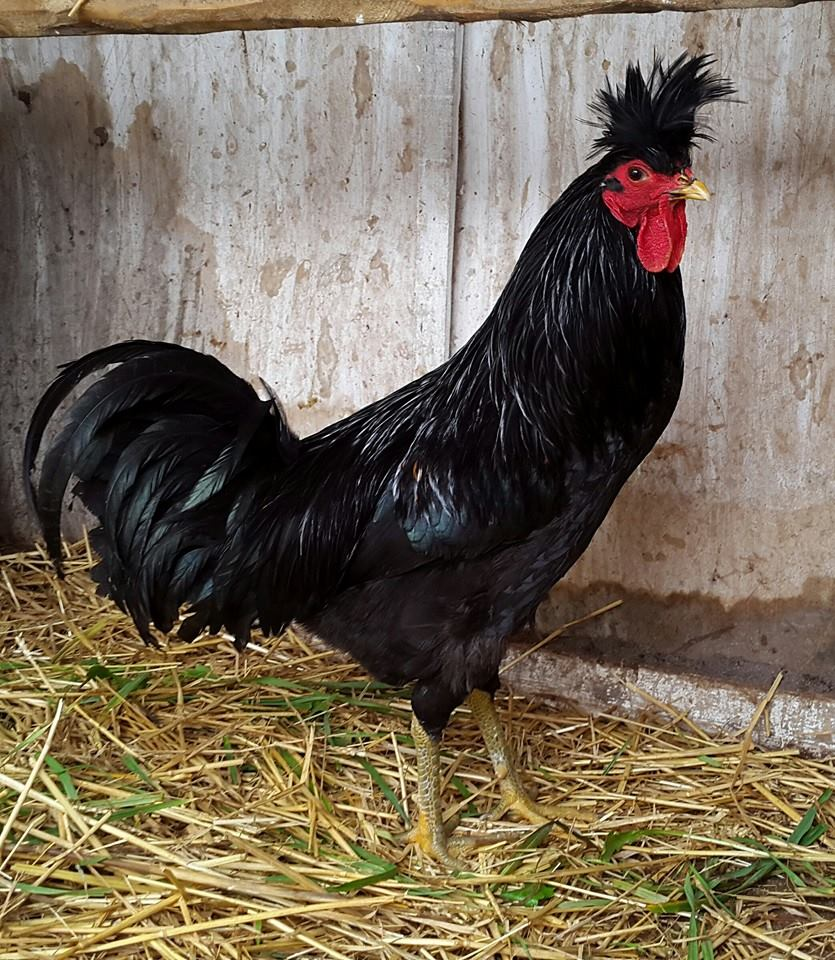
Bosnischer Kräher oder Berat-Kräher
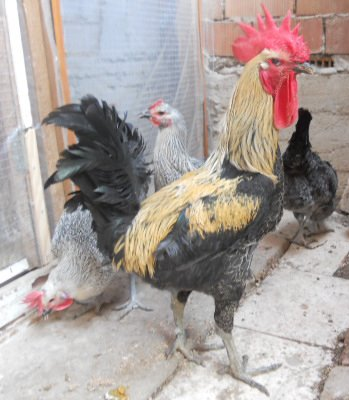
Changkuo-Kräher
- Denizlikräher
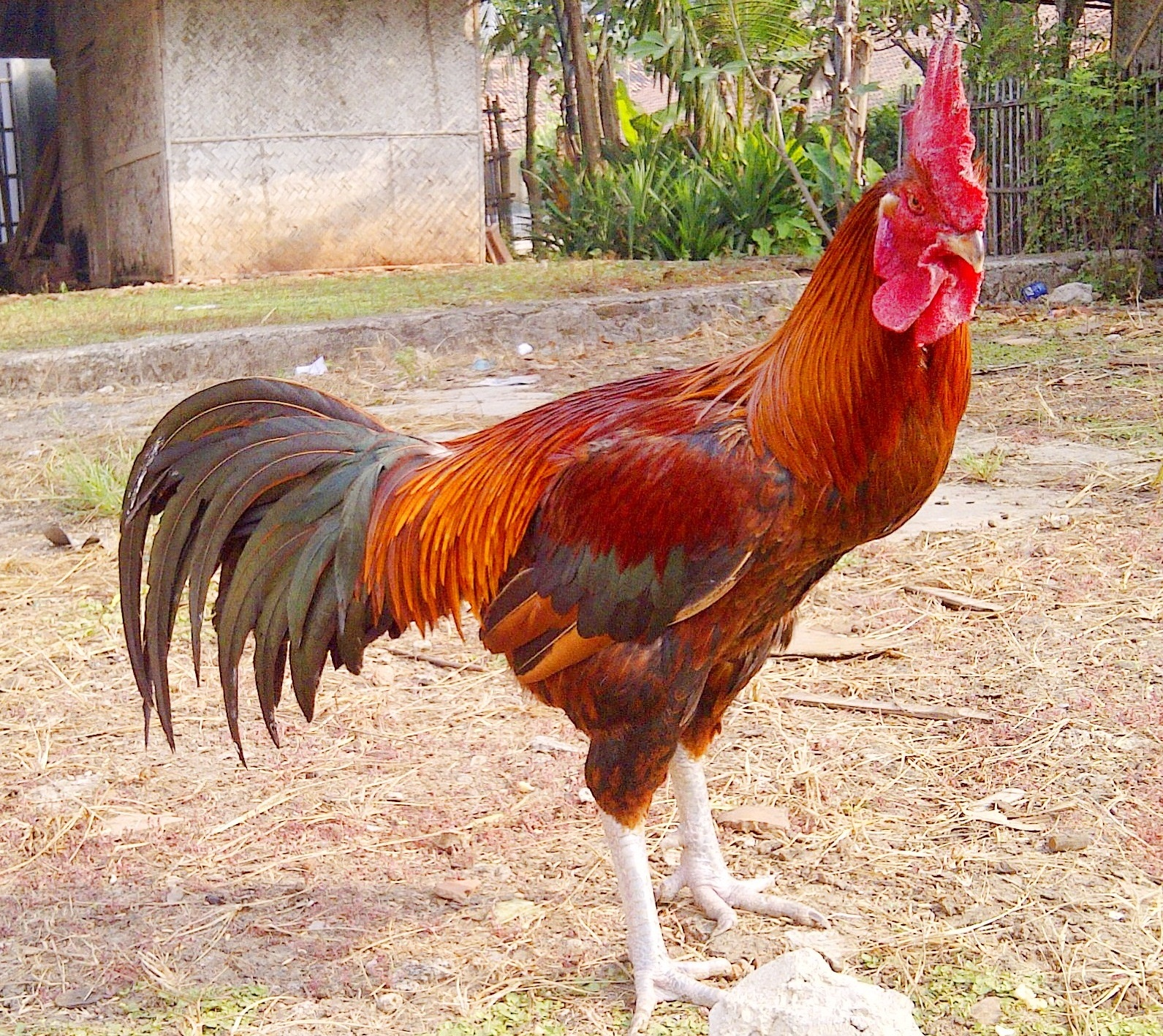
Ayam gaga
- Ayam pelung
- Jurlower Kräher
- Ayam Kokok Balenggek
- Komotini-Kräher
- Kosovo-Kräher
- Lachhuhn
- Palama-Kräher
- Sandschak-Kräher
- Shōkoku
- Tōmaru
- Tōtenkō
- Koeyoshi
- Kurokashiwa

- Shôkoku
- Jurlower Kräher
- Kosovo-Kräher
- Denizli-Kräher
- Ayam pelung

## Nachweise
1. 1 2 3 4  Armin Six: Langkräherrassen. In: hint-horoz.de. Andi Haller, archiviert vom Original (nicht mehr online verfügbar) am 26. Juni 2015; abgerufen am 5. Juni 2015.  Info: Der Archivlink wurde automatisch eingesetzt und noch nicht geprüft. Bitte prüfe Original- und Archivlink gemäß Anleitung und entferne dann diesen Hinweis.
2. ↑  Rote Liste der einheimischen Nutztierrassen in Deutschland 2013 (Memento des Originals vom 1. Februar 2014 im Internet Archive)  Info: Der Archivlink wurde automatisch eingesetzt und noch nicht geprüft. Bitte prüfe Original- und Archivlink gemäß Anleitung und entferne dann diesen Hinweis.
3. ↑  Rusfidra and Firda Arlina: A Review of “Long Crower Chickens” as Poultry Genetic Resources in Indonesia. International Journal of Poultry Science, Vol. 13, Nr. 11, S. 665–669, Faisalabad 2014
4. ↑  
Gertrud Moser: Langkräher. In: huehnerwelt.de. Abgerufen am 5. Juni 2015.
5. ↑  Waltraud Kugler: Rare Breeds and Varieties of Greece – Atlas 2010. (PDF) SAVE / Monitoring Institute, Sankt Gallen 2009, archiviert vom Original (nicht mehr online verfügbar) am 24. September 2015; abgerufen am 26. Juni 2015.  Info: Der Archivlink wurde automatisch eingesetzt und noch nicht geprüft. Bitte prüfe Original- und Archivlink gemäß Anleitung und entferne dann diesen Hinweis.